# Auguste-Jean-Baptiste Defauconpret
Auguste-Jean-Baptiste Defauconpret de Thulus, né le 7 juillet 1767 à Lille et mort le 7 mars 1843 à Fontainebleau, est un écrivain et traducteur français.

## Biographie
Il remporta en 1786 le prix d'honneur au concours général de l'Université. Quelques années plus tard, notaire à Paris, il perdit une partie de sa fortune dans des affaires malheureuses et quitta de bonne heure une profession qui lui convenait peu pour se retirer à Londres. Pendant son séjour en Angleterre, qui ne dura pas moins de vingt-cinq ans, il se livra tout entier à ses goûts littéraires, publiant — avec la collaboration de son fils Charles Auguste (19 décembre 1797-décembre 1865), directeur de l'École Sainte-Barbe (devenue en 1830 Collège Rollin) de 1829 à 1864 — plus de quatre cents volumes de traductions diverses d'une haute tenue (malgré la précipitation du travail), qui lui permirent d'obtenir une grande réputation en France.
Il a un écrit un Nouveau barême, ou Tables de réduction des monnaies et mesures anciennes en monnaies et mesures républicaines analogues (1799-1805) et des Anecdotes sur la cour et l'intérieur de la famille Napoléon (1818), publié des tableaux de mœurs anglaises (Quinze jours à Londres à la fin de 1815 en 1817, Une année à Londres en 1819) et composé des romans historiques très inspirés de Walter Scott, dont Jeanne Maillotte ou l'Héroïne lilloise (1824), Wat-Tyler ou Dix jours de révolte (1825), Masaniello (1827), Robert Fitzooth, surnommé Frobin Hood, ou le Chef des proscrits (1829).
Mais c'est surtout par ses traductions de l'anglais qu'il est connu.
Il a traduit notamment les œuvres complètes de Walter Scott et James Fenimore Cooper, ainsi qu'un grand nombre d’œuvres d'autres auteurs britanniques, entre autres John Banim, Edward Bulwer-Lytton, Charles Dickens, Maria Edgeworth, Henry Fielding, Thomas Gaspey (en), Ben Jonson, Frederick Marryat, James Justinian Morier, Ann Radcliffe, Horace Smith, Laurence Sterne, ainsi que de l'Américain Washington Irving.

## Œuvres
- Nouveau barême, ou Tables de réduction des monnaies et mesures anciennes en monnaies et mesures républicaines analogues, 1799-1805, 75 p.
- Quinze jours à Londres, à la fin de 1815, par M***, Paris, A. Eymery, 1816, 214 p.
- La caverne d'Astolpho, histoire espagnole, Paris, Béchet, 1816, 2 vol.
- Juanna et Tyranna, ou Laquelle est ma femme, Paris, 1816, 4 vol.
- Six semaines en hôtel garni à Londres, Paris, Gide fils, 1817
- Observations sur l'ouvrage intitulé « La France » par lady Morgan, Paris, H. Nicolle, 1817, 138 p.
- Anecdotes sur la cour et l'intérieur de la famille Napoléon, Paris & Londres, Colburn, 1818, 325 p.
- Une année à Londres, Paris, Gide fils, 1819, 292 p.
- Voyage vers le pôle arctique dans la baie de Baffin, fait en 1818, par les vaisseaux de Sa Majesté « l'Isabelle » et « l'Alexandre », commandés par le capitaine Ross et le lieutenant Parry, Paris, Gide fils, 1819, 290 p.
- Londres en mil huit cent dix-neuf (-mil huit cent vingt-quatre), ou Recueil de lettres sur la politique, la littérature et les mœurs, écrites de Londres dans le cours de l'année 1819 (-1824), Paris, Gide fils, 1820-1825, 6 vol.
- Jeanne Maillotte, ou l'Héroïne lilloise, Paris, C. Gosselin, 1824, 3 vol.
- Wat-Tyler, ou Dix jours de révolte, roman historique, Paris, C. Gosselin, 1825, 3 vol.
- Masaniello, Paris, imprimerie de Boulé, 1827
- Robert Fitzooth, surnommé Frobin Hood, ou le Chef des proscrits, Paris, C. Gosselin, 1829, 3 vol.
- Contes de ma tante Marthe, Paris, 1830, 4 vol.
- Histoire générale des Îles Britanniques, Paris, Librairie de Ch. Gosselin, 1832-1835, 8 vol.

## Source
Cet article comprend des extraits du Dictionnaire Bouillet. Il est possible de supprimer cette indication, si le texte reflète le savoir actuel sur ce thème, si les sources sont citées, s'il satisfait aux exigences linguistiques actuelles et s'il ne contient pas de propos qui vont à l'encontre des règles de neutralité de Wikipédia.